# 弦楽四重奏曲第18番 (モーツァルト)
弦楽四重奏曲第18番 イ長調 K. 464 は、ヴォルフガング・アマデウス・モーツァルトが1785年に作曲した弦楽四重奏曲であり、フランツ・ヨーゼフ・ハイドンに捧げられた全6曲ある『ハイドン・セット』のうちの5曲目である。

## 概要
モーツァルト自身による作品目録によれば、本作は1785年の1月10日にウィーンで完成したと記されている。本作は『ハイドン・セット』の中でも最大規模の作品となっており、モーツァルトの特別な思い入れが滲み出ている。実際に、多くのモーツァルト研究家、音楽学者、演奏家たちが、本作をモーツァルトの弦楽四重奏の最高傑作だと評している。
音楽学者であるクリーグズマンは、「音楽上の職人芸の最も驚くべき例」、「作品の殆ど1小節ごとに知性の輝きを見せるほど作曲技術が洗練されてきた」と賞賛している。 後の時代の作曲家アルノルト・シェーンベルクは、彼の書「作曲の基礎技法」の中でメヌエットの特異な例としてこの第2楽章を譜例と共に挙げて、そのモティーフの驚くべき扱いを賞賛している。ルートヴィヒ・ヴァン・ベートーヴェンは、彼の「作品18」となる全6曲の弦楽四重奏曲を書く際に、この曲を熱心に研究し、特に最終楽章を書き写したと伝えられる。

## 曲の構成
全4楽章、演奏時間約30～35分。
- 第1楽章 アレグロ
イ長調、4分の3拍子、ソナタ形式。
- 第2楽章 メヌエット - トリオ
イ長調 - ホ長調、4分の3拍子。
ハイドンの『交響曲第23番 ト長調』（Hob. I:23）をウィーンで聴いて触発されたモーツァルトは、その第3楽章のメヌエットがカノンで書かれているのを模倣し、『カッサシオン第1番 ト長調』（K. 63）の第4楽章のメヌエットで、同様のカノンで仕立てている。その後モーツァルトは、度々対位法的技法を用いた特異なメヌエットを作曲するようになり、本作のメヌエットは、対位法的な扱いが最高傑作と言えるメヌエットとされている。
- 第3楽章 アンダンテ
ニ長調、4分の2拍子、変奏曲形式。
主題と6つの変奏からなり、第4変奏ではニ短調に転じる。
- 第4楽章 アレグロ
イ長調、2分の2拍子（アラ・ブレーヴェ）、ソナタ形式。
テンポは初版の楽譜では「アレグロ・ノン・トロッポ」となっていた。